# Kanadisch-osttimoresische Beziehungen
Die kanadisch-osttimoresischen Beziehungen sind freundschaftlich.

## Geschichte

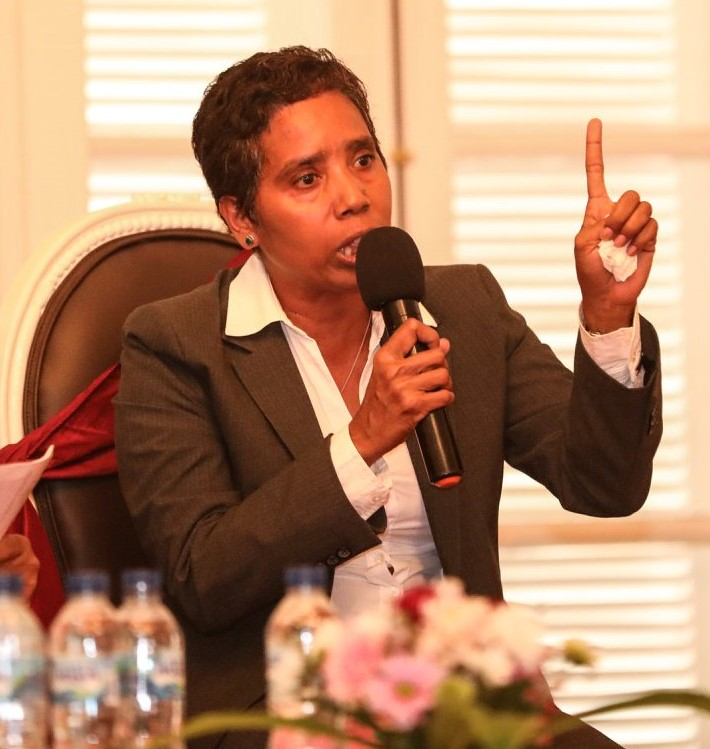
Bella Galhos (2020)

Während der indonesischen Besetzung Osttimors bildeten sich in Kanada mehrere Unterstützungsgruppen für Osttimor. Die kanadische Regierung erkannte die Annexion Osttimors durch Indonesien nicht an, tolerierte sie aber weitgehend. 1996 kam es zu Verstimmungen zwischen Kanada und Indonesien, als die in Kanada lebende Osttimoresin Bella Galhos den indonesischen Botschafter in Kanada Benjamin Parwoto (1994–1997) beschuldigte, er habe ihre Mutter bedroht und ihr gesagt, ihre Tochter solle besser ruhig sein. Das kanadische Außenministerium erwartete daher von Indonesien eine Erklärung. Offizieller Repräsentant des Conselho Nacional de Resistência Timorense in Kanada war der Student Abé Barreto Soares.
1998 folgte Kanadas Außenminister Lloyd Axworthy dem wachsenden öffentlichen Druck und versuchte seine „Agenda für menschliche Sicherheit“ auf den Fall Osttimor anzuwenden, um die Selbstbestimmung Timors zu unterstützen. Er und Staatssekretär Raymond Chan begann von Regierungsseite aus sich mit Führern der osttimoresischen Unabhängigkeitsbewegung, wie José Ramos-Horta und  Xanana Gusmão zu treffen sowie kanadischen Kirchendelegationen, die Osttimor besucht hatten. Ende des Jahres unterstützte Chan in einer Befragung durch den NDP-Abgeordneten Svend Robinson das Recht Osttimors auf Selbstbestimmung, was einer Abkehr von der kanadischen Politik der letzten 20 Jahre bedeutete. Dokumente des kanadischen Außenministeriums zeigen, wie Kanada auf das Unabhängigkeitsreferendum in Osttimor 1999 hindrängte, dann aber ebenso wie Australien und die Vereinigten Staaten zu spät auf die Bedrohung der Zivilbevölkerung reagierte. Erst auf dem  APEC-Gipfel vom 9. bis 12. September in Auckland organisierten Kanada und Neuseeland einen solchen Druck, dass auch Australien und Vereinigten Staaten sich für eine Internationale Intervention aussprachen.
Als die Vereinten Nationen 1999 die Internationalen Streitkräfte Osttimor entsandte, um die Gewaltwelle im Land zu beenden und den Abzug der Indonesier zu regeln, beteiligte sich Kanada an der Mission, ebenso an der UNTAET und ihren Folgemissionen bis 2012. Dazu unterstützte Kanada Osttimor beim Aufbau der Verwaltungs- und Regierungsstrukturen. Beide Staaten sind Mitglied im ASEAN Regional Forum (ARF).

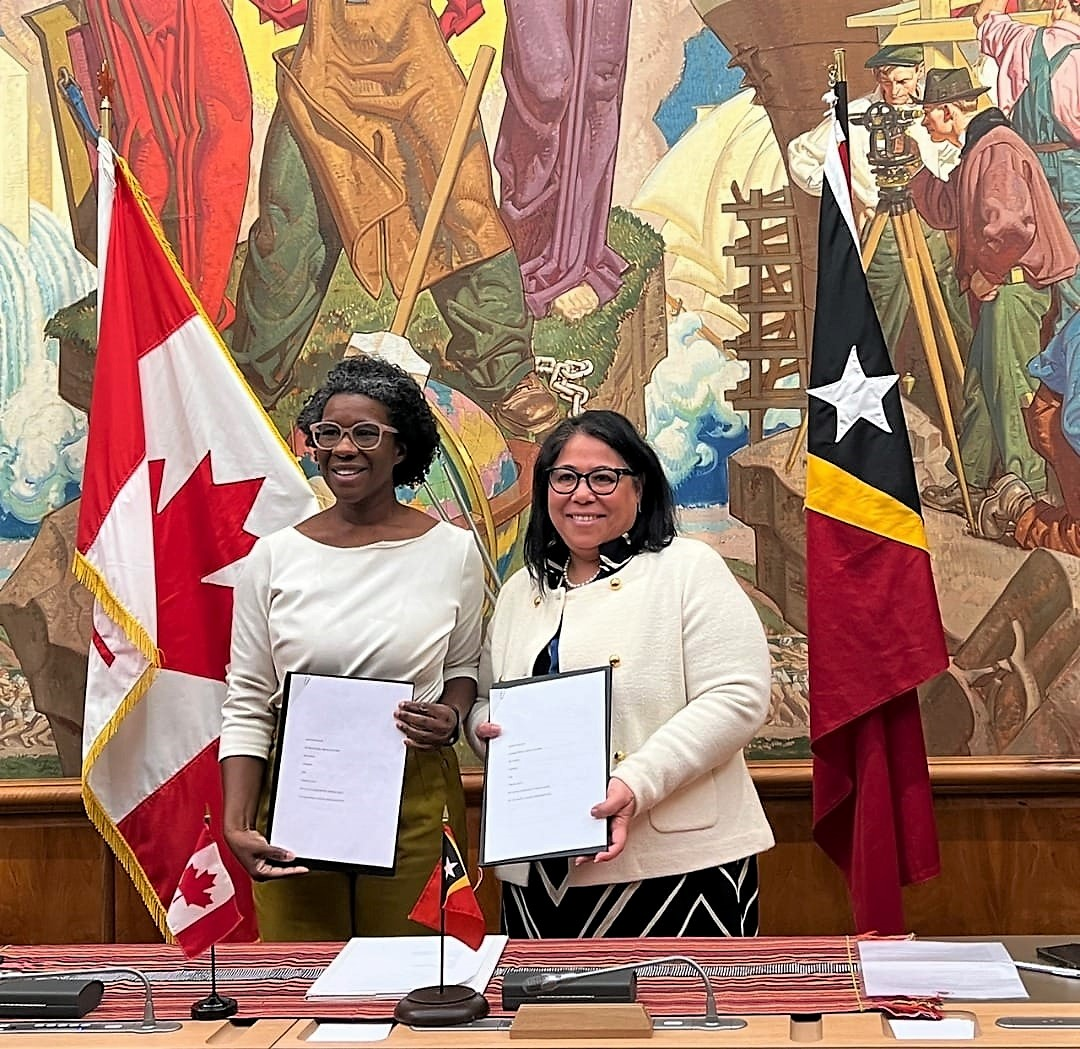
Die Botschafterinnen Nadia Theodore und Lurdes Maria Bessa bei Unterzeichnung des Memorandums (2023)

Am 27. Januar 2023 unterzeichneten die beiden Länder in Genf ein Memorandum über bilaterale Verhandlungen.

## Diplomatie

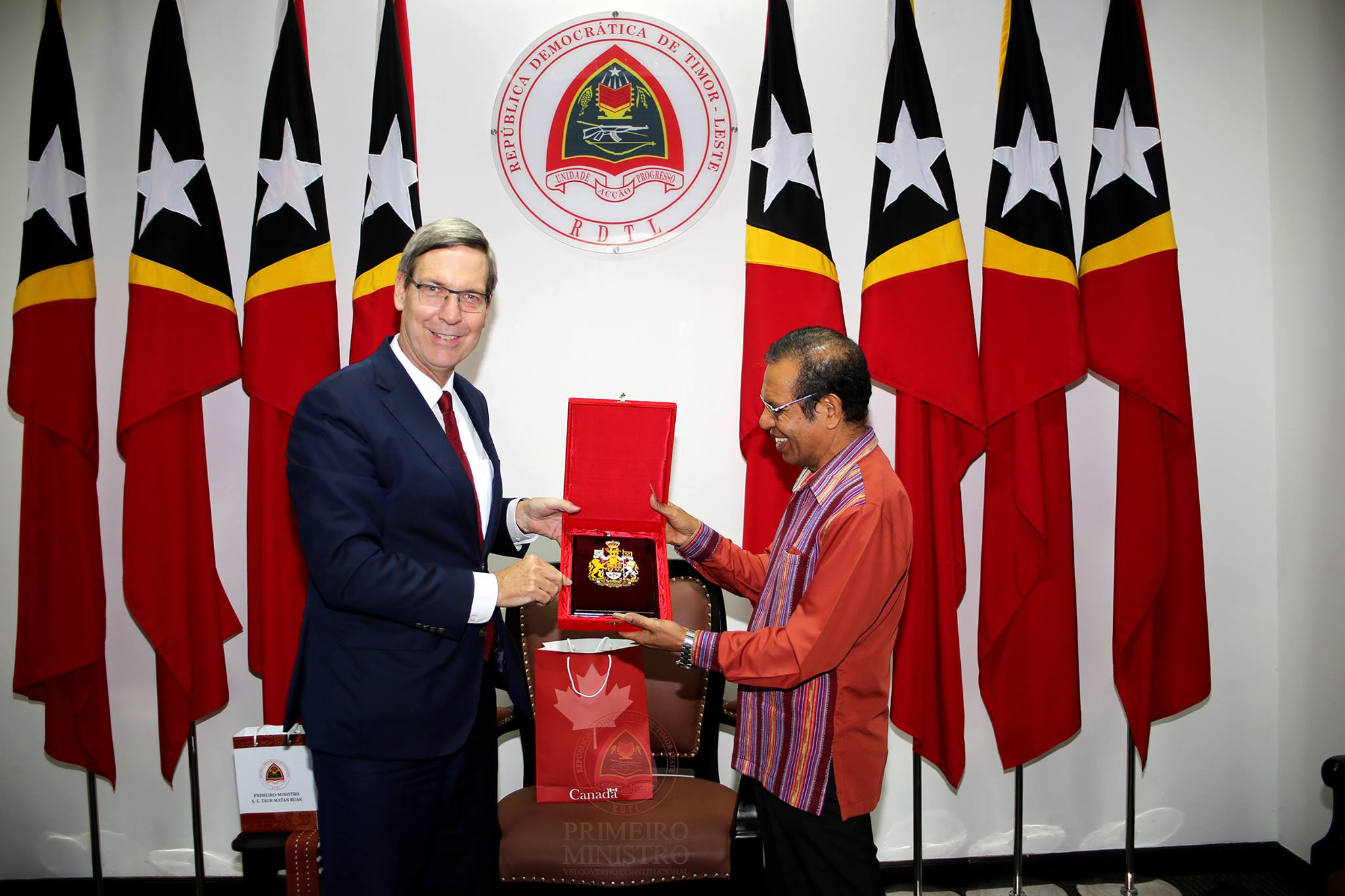
Kanadas Botschafter Peter MacArthur bei Osttimors Premierminister Taur Matan Ruak

Kanada hat keine Botschaft in Osttimor. Der Amtssitz des Botschafters befindet sich im indonesischen Jakarta. 
Osttimor hat keine offizielle Botschaft, zuständig ist der Botschafter Osttimors in den Vereinigten Staaten, mit Sitz in Washington, D.C.
Im Vorfeld des Unabhängigkeitsreferendums in Osttimor am 30. August 1999 eröffneten aber Aktivisten zum Jahrestag der Annexion Osttimors durch Indonesien eine inoffizielle Botschaft in einem Zelt am Menschenrechtsmonument am Parliament Hill in Ottawa. Als „Botschafterin“ wurde Bella Galhos vereidigt.

## Wirtschaft
2018 importierte Osttimor aus Kanada Fahrzeugteile und -zubehör im Wert von 138.000 US-Dollar und instrumente für medizinische oder wissenschaftliche Verwendung im Wert von 10.285 US-Dollar (2016: 2.637.000 US-Dollar). Im Gegenzug lieferte Osttimor an Kanada 882 Tonnen Kaffee im Wert von 3.880.442 US-Dollar, womit Kanada der zweitgrößte Importeur osttimoresischen Kaffees und Waren im Allgemeinen nach den USA ist. Die Re-Exporte nach Kanada hatten eine Wert von 127.000 US-Dollar.